# Allerdale
Allerdale – dawny dystrykt niemetropolitalny w hrabstwie Kumbria w Anglii. Utworzony został 1 kwietnia 1974, a zlikwidowany 1 kwietnia 2023; włączony do nowo utworzonej jednostki typu unitary authority Cumberland.

## Miasta
- Aspatria
- Cockermouth
- Harrington
- Keswick
- Maryport
- Silloth
- Wigton
- Workington

## Inne miejscowości
Aikton, Allonby, Angerton, Anthorn, Applethwaite, Bassenthwaite, Blencogo, Blindbothel, Blindcrake, Braithwaite, Bridgefoot, Brigham, Bromfield, Broughton Moor, Buttermere, Caldbeck, Camerton, Crosscanonby, Dean, Dearham, Dundraw, Embleton, Ewanrigg, Flimby, Gatesgarth, Gilcrux, Grange, Great Broughton, Great Clifton, Greenrow, Hayton, Holme St Cuthbert, Ireby, Kirkbampton, Legburthwaite, Lorton, Loweswater, Mockerkin, Newton Arlosh, Oughterside, Papcastle, Pelutho, Plumbland, Portinscale, Seaton, Sebergham, Skinburness, Stair, Stonethwaite, Tallentire, Thornthwaite, Thursby, Westnewton, Westward, Wythop.